# The Piperaceae of northern South America
The Piperaceae of northern South America (abreviado Piperac. N. South Amer.) es un libro con ilustraciones y descripciones botánicas que fue escrito conjuntamente por Trel. & Yunck. y publicado en el año 1950.